# Dél-Egyesült Államok

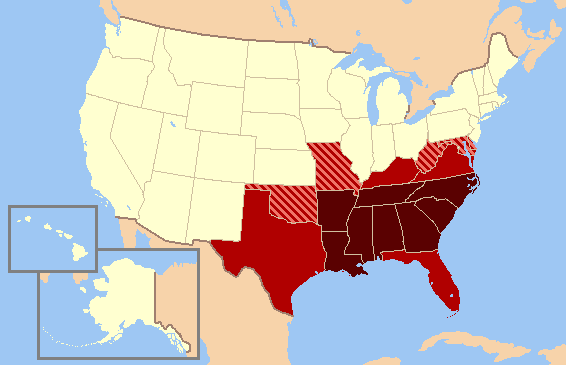
A Dél modern definíciója: a sötétvörös államokat a mai definíciókban csaknem mindig a Délhez sorolják, a világosabb vörös államokat pedig általában. Időnként Marylandet és Missourit is, Delaware-t csak ritkán. Néha délinek tekintik Oklahomát is, mert Indián Terület néven a polgárháború idején a Konföderációhoz tartozott. Gyakran tekintik délinek Nyugat-Virginiát is, mivel valamikor a déli Virginia része volt.

A Dél-Egyesült Államok (az amerikai Dél, az amerikai köznyelvben a Dél, vagy Dixie) nagy régió az Amerikai Egyesült Államok délkeleti és középdéli részében.
Kulturális hagyományai, történelmi öröksége ma is megkülönböztetik az ország többi részétől. A régióban a fehérek érkezése előtt indiánok éltek, a korai betelepülők közt sok volt a spanyol. A Dél ültetvényeire nagy számban hurcoltak be afrikai rabszolgákat és az amerikai polgárháborúban a déli államok alkotta Konföderáció többek közt a rabszolgaság eltörlése ellen harcolt az Észak ellen. A Dél évszázadok alatt saját, az Egyesült Államok más részeitől különböző szokásokat, irodalmat, zenét és konyhát fejlesztett ki.

## Fordítás
- Ez a szócikk részben vagy egészben  a   Southern United States  című angol Wikipédia-szócikk fordításán alapul.  Az eredeti cikk szerkesztőit annak laptörténete sorolja fel. Ez a jelzés csupán a megfogalmazás eredetét és a szerzői jogokat jelzi, nem szolgál a cikkben szereplő információk forrásmegjelöléseként.